# محمدتقی مؤید
محمدتقی مؤید (زادهٔ ۱۳۳۲ سبزوار) سیاستمدار و دیپلمات اهل ایران و سرپرست سابق وزارت آموزش و پرورش در دولت سوم بوده است. وی سفیر ایران در مراکش نیز بوده است.

## تحصیلات
محمدتقی مؤید دانش‌آموخته مهندسی مکانیک از دانشگاه علم و صنعت و کارشناسی ارشد مدیریت دولتی از مرکز آموزشی مدیریت دولتی است.

## سوابق
محمدتقی مؤید در دولت سوم به جمع دولتمردان ایرانی پیوست و در کابینه سوم میرحسین موسوی در سال ۱۳۶۳ عهده‌دار سرپرستی وزارت آموزش و پرورش بود. مؤید سال‌ها در وزارت آموزش و پرورش به‌عنوان مدیرکل، معاون و عضو شورای نهضت سوادآموزی فعالیت داشت. مؤید در سال ۱۳۶۶ به وزارت امور خارجه نقل مکان کرد تا اولین مسئولیت دیپلماتیک‌اش را انجام دهد وی در این مدت به‌عنوان سفیر ایران در هلند فعالیت داشت. در دولت اول هاشمی دوباره به وزارت آموزش پرورش برگشت و عهده‌دار معاون اداری و مالی وزیر و قائم‌مقام نهضت سوادآموزی بود. با آغاز دولت دوم هاشمی رفسنجانی با سمت مشاور وزیر به وزارت امور خارجه برگشت. در دولت اصلاحات به‌عنوان سفیر ایران در یونان و مدیرکل امور اداری وزارت امور خارجه فعالیت داشت. در دولت احمدی‌نژاد به‌عنوان سفیر ایران در تونس و مدیرکل اموال وزارت امور خارجه فعالیت داشت.

## دیگر فعالیت‌ها
- مشاور وزیر آموزش و پرورش ۱۳۶۱
- سرکنسول ایران در منچستر ۱۳۶۶
- مشاور وزیر امور خارجه ۱۳۷۳